# Omowumi Dada
 (juin 2024).
La mise en forme du texte ne suit pas les recommandations de Wikipédia : il faut le « wikifier ».
Les points d'amélioration suivants sont les cas les plus fréquents :
- Les titres sont pré-formatés par le logiciel. Ils ne sont ni en capitales, ni en gras.
- Le texte ne doit pas être écrit en capitales (les noms de famille non plus), ni en gras, ni en italique, ni en « petit »…
- Le gras n'est utilisé que pour surligner le titre de l'article dans l'introduction, une seule fois.
- L'italique est rarement utilisé : mots en langue étrangère, titres d'œuvres, noms de bateaux, etc.
- Les citations ne sont pas en italique mais en corps de texte normal. Elles sont entourées par des guillemets français : « et ».
- Les listes à puces sont à éviter, des paragraphes rédigés étant largement préférés. Les tableaux sont à réserver à la présentation de données structurées (résultats, etc.).
- Les appels de note de bas de page (petits chiffres en exposant, introduits par l'outil «  Source ») sont à placer entre la fin de phrase et le point final[comme ça].
- Les liens internes (vers d'autres articles de Wikipédia) sont à choisir avec parcimonie. Créez des liens vers des articles approfondissant le sujet. Les termes génériques sans rapport avec le sujet sont à éviter, ainsi que les répétitions de liens vers un même terme.
- Les liens externes sont à placer uniquement dans une section « Liens externes », à la fin de l'article. Ces liens sont à choisir avec parcimonie suivant les règles définies. Si un lien sert de source à l'article, son insertion dans le texte est à faire par les notes de bas de page.
- La présentation des références doit suivre les conventions bibliographiques. Il est recommandé d'utiliser les modèles {{Ouvrage}}, {{Chapitre}}, {{Article}}, {{Lien web}} et/ou {{Bibliographie}}. Le mode d'édition visuel peut mettre en forme automatiquement les références.
- Insérer une infobox (cadre d'informations à droite) n'est pas obligatoire pour parachever la mise en page.

Pour une aide détaillée, merci de consulter Aide:Wikification.
Si vous pensez que ces points ont été résolus, vous pouvez retirer ce bandeau et améliorer la mise en forme d'un autre article.
Omowunmi Dada, née le 2 octobre 1989 est une actrice nigériane, surtout connue pour son rôle de Folake dans la série télévisée M-Net Jemeji . Elle a aussi été choisie pour le film en langue yoruba 2017 Somewhere in the Dark, qui a remporté le prix du meilleur film autochtone aux AMVCA Awards 2017, et pour lequel elle a reçu une nomination pour la meilleure actrice dans un second rôle (yoruba) aux Best of Nollywood Awards en 2017. En 2018, Dada a joué la voix du personnage principal du premier long métrage d'animation nigérian, Sade.
Omowunmi Dada est également artiste voix off, présentatrice et mannequin. La talentueuse actrice aspire à devenir un jour réalisatrice et productrice de films. Elle est également ambassadrice de la marque Jumia Nigeria.

## Début de la vie
Dada est née dans l'État de Lagos, où elle a fréquenté l'école maternelle et primaire internationale d'Ifako pour ses études primaires. Pendant cette période, elle est devenue membre de la troupe culturelle Yoruba. Elle a ensuite fréquenté l'école secondaire Command Day, à Oshodi, pour ses études secondaires et a étudié les arts créatifs à l'Université de Lagos,.

## Carrière
Dada a commencé sa carrière d'actrice en jouant de petits rôles dans des pièces de théâtre alors qu'elle était à l'université. Sa première grande performance sur scène était dans la pièce Moremi Ajasoro, mise en scène par Femi Oke. En 2013, elle a commencé sa carrière cinématographique avec un rôle dans le film Oya aux côtés de l'acteur nigérian vétéran Tunji Sotimirin, elle a ensuite joué dans d'autres films notables, dont Kunle Afolayan réalisé Omugwo aux côtés de Patience Ozokwor et Ayo Adesanya.
Dada a figuré dans plusieurs séries télévisées, dont la série EbonylifeTv Married to the Game, Best Friends et Dere, une adaptation africaine de "Cendrillon" de Disney. Elle apparaît également dans la série télévisée M-net Jemeji et a joué des rôles dans Tinsel, So Wrong so Wright, Needles Eyes et Bella's Place, entre autres.
En 2017, Dada a figuré dans la production scénique acclamée par la critique, Isale Eko, une pièce de théâtre adoptée dans le cadre des activités sanctionnées par le gouvernement de l'État de Lagos pour célébrer le 50e anniversaire de la création de l'État de Lagos.
En 2018, Dada a joué le rôle principal de Sade, dans  premier long métrage d'animation nigérian intitulé SADE  dont la sortie est prévue pour 2019.
Dada figurait dans le film de Tunde Kelani, Ayinla, aux côtés de Kunle Afolayan et Lateef Adedimeji.
Dada est ambassadeure de la Daivyan Children Cancer Foundation, qui milite pour la sensibilisation et le soutien aux enfants vivant avec le cancer. Elle est également ambassadrice de la Fondation Brian Wotari, qui se concentre sur l'engagement et l'enrichissement de la vie des jeunes[réf. nécessaire].
En 2021, Dada a joué le rôle d'une journaliste d'investigation, Halima Abdul dans le court métrage réalisé par Psalm Oderinde Rebirth, produit par Chris Odeh de Sozo Films pour Homevida Masterclass, et écrit par Thecla Uzozie et Dawn Ntekim-Rex.
Lors de la 8e édition des Africa Magic Viewers' Choice Awards en 2022, elle a remporté la catégorie Meilleure actrice dans un second rôle pour le film Country Hard.

## Filmographie
Longs métrages sélectionnés
- Les dieux ne sont toujours pas à blâmer (2012)
- Ojuju (2014) comme Peju
- L'Antique (2015) en tant qu'ami d'Uyi
- Quelque part dans le noir (2016)
- Oui, je ne le fais pas (2016) en tant que Mayen
- Omugwo (2017) comme Omotunde
- Biais (2017)
- Quelque chose de méchant (2017) en tant que Vivian
- Chatch-er (2017) comme Eva Osaro
- King Invincible (2017) dans le rôle de la princesse Morenike
- Points de chambre (2018)
- Le fantôme et le tout (2018) en tant que Janet
- Juste avant que je le fasse (2018)
- Oga Bolaji (2018) dans le rôle de Victoria
- Comme des dominos (2018)
- La Famille (2019)
- Diamants dans le ciel (2019) Teniola
- Òlòtūré (2019) dans le rôle de Linda
- Sade (2019) en tant que Sade
- Zena (2019) [12] comme Mahila
- L'homme qui coupe des tatouages (2019)
- La Cité des Bâtards (2019)
- Nightcrawlers (2020)
- Les séances (2020) en tant que Onome
- Portée (2020)
- Trouver son mari (2020) en tant que Moroti
- L'Alliance du sang
- Pays dur (2021) en tant que Tola
- Elesin Oba, Le cavalier du roi [13] (2022) en tant que mariée
- Ada Omo Daddy (2023) dans le rôle de Perosola Balogun
- Funmilayo Ranso

## Courts métrages
- Pas bien (2014) en tant que Kunnbi
- Mirabel (2018) comme Tonye Brasin
- Perdre ma religion (2018) en tant que mère
- Quatrième côté (2019)
- Renaissance (2022) en tant que Halimah

### Séries télévisées
- Jemeji (2017) dans le rôle de Folake
- Clinquant
- Tellement faux donc Wright
- Yeux d'aiguilles
- Contes d'Eve (2013) en tant que Daniella
- Goût de l'amour
- Casino
- Game On [14] (2020-2022) en tant que Saze
- Les salaires (2013) en tant que Amaka
- Marié au jeu - MTTG (2014-2015)
- Amour, mensonges et alibi (2014)
- Seul (2018) en tant que Eyal
- Shuga (2019) [12] en tant que Barbie

### Animations
Sade (à déterminer)

## Sélectionnez des pièces de théâtre
- Isale Eko 2
- Oya
- Pour l'amour du pays
- Nigéria le Beau
- Vision de Sainte Bernadette
- La mort et les cavaliers du roi
- Les épreuves du frère Jéro

## Récompenses et nominations
| Année | Prix                                             | Catégorie                                            | Résultat | Réf |
| ----- | ------------------------------------------------ | ---------------------------------------------------- | -------- | --- |
| 2017  | CRMA                                             | Meilleure actrice                                    |          |     |
| 2017  | Prix du film City People                         | La meilleure actrice dans un second rôle             |          |     |
| 2017  | Prix ELOY                                        | Meilleure actrice sur grand écran et à la télévision |          |     |
| 2018  | Prix du meilleur de Nollywood                    | Meilleure actrice dans un rôle principal – anglais   | [ 15 ]   |     |
| 2019  | Prix du meilleur de Nollywood                    | Meilleure actrice dans un rôle principal – anglais   | [ 16 ]   |     |
| 2019  | Prix du meilleur de Nollywood                    | Meilleure actrice dans un rôle principal – Yoruba    | [ 16 ]   |     |
| 2019  | Prix du meilleur de Nollywood                    | Meilleur baiser dans un film                         | [ 16 ]   |     |
| 2020  | Prix du meilleur de Nollywood                    | Meilleure actrice dans un rôle principal             | [ 17 ]   |     |
| 2020  | Prix du meilleur de Nollywood                    | Meilleur baiser dans un film                         | [ 18 ]   |     |
| 2022  | Prix du choix des téléspectateurs d'Africa Magic | La meilleure actrice dans un second rôle             | ,        |     |

| Année | Prix                                             | Catégorie                                            | Résultat | Réf |
| ----- | ------------------------------------------------ | ---------------------------------------------------- | -------- | --- |
| 2017  | CRMA                                             | Meilleure actrice                                    |          |     |
| 2017  | Prix du film City People                         | La meilleure actrice dans un second rôle             |          |     |
| 2017  | Prix ELOY                                        | Meilleure actrice sur grand écran et à la télévision |          |     |
| 2018  | Prix du meilleur de Nollywood                    | Meilleure actrice dans un rôle principal – anglais   | [ 15 ]   |     |
| 2019  | Prix du meilleur de Nollywood                    | Meilleure actrice dans un rôle principal – anglais   | [ 16 ]   |     |
| 2019  | Prix du meilleur de Nollywood                    | Meilleure actrice dans un rôle principal – Yoruba    | [ 16 ]   |     |
| 2019  | Prix du meilleur de Nollywood                    | Meilleur baiser dans un film                         | [ 16 ]   |     |
| 2020  | Prix du meilleur de Nollywood                    | Meilleure actrice dans un rôle principal             | [ 17 ]   |     |
| 2020  | Prix du meilleur de Nollywood                    | Meilleur baiser dans un film                         | [ 18 ]   |     |
| 2022  | Prix du choix des téléspectateurs d'Africa Magic | La meilleure actrice dans un second rôle             | ,        |     |